# 蜂巢奇露尾甲
蜂巢奇露尾甲（Aethina tumida）又称蜂巢小甲虫或蜂箱小甲虫，是鞘翅目露尾甲科的一种昆虫。原产于撒哈拉沙漠以南，是西方蜜蜂的巢内害虫，已入侵到美洲、大洋洲、欧洲和亚洲。